# Frontière entre la Jamaïque et le Royaume-Uni

Carte de la Mer caraïbe

La frontière entre la Jamaïque et le Royaume-Uni est entièrement maritime et sépare la Jamaïque des îles Caïmans. Les lignes du contour territorial jamaïcain[Quoi ?] comprennent une demi-douzaine de petits rochers, îlots et cayes situés sur Pedro Bank à environ 60 milles au sud de l'île principale.
Ces îlots furent annexés en 1863 par le Royaume-Uni et ajoutées à la Jamaïque en 1882. La Jamaïque gagne son indépendance en 1962 tandis que les îles Caïmans restent un territoire britannique d'outre-mer.
Il n'y a pas de traité et la frontière n'est que théorique en attendant les coordonnées officielles des tripoints avec Cuba au nord et le Honduras au sud. Seules la frontière entre le Honduras et le Royaume-Uni et la frontière entre Cuba et la Jamaïque font l'objet d'un accord bilatéral, mais sans préciser la souveraineté des extrémités[pas clair].
En août 2019, de premiers échanges à ce sujet ont eu lieu entre le Premier ministre de la Jamaïque, Andrew Holness, et le Premier ministre des Îles Caïmans, Alden McLaughlin,